# 衝鋒隊 (香港)

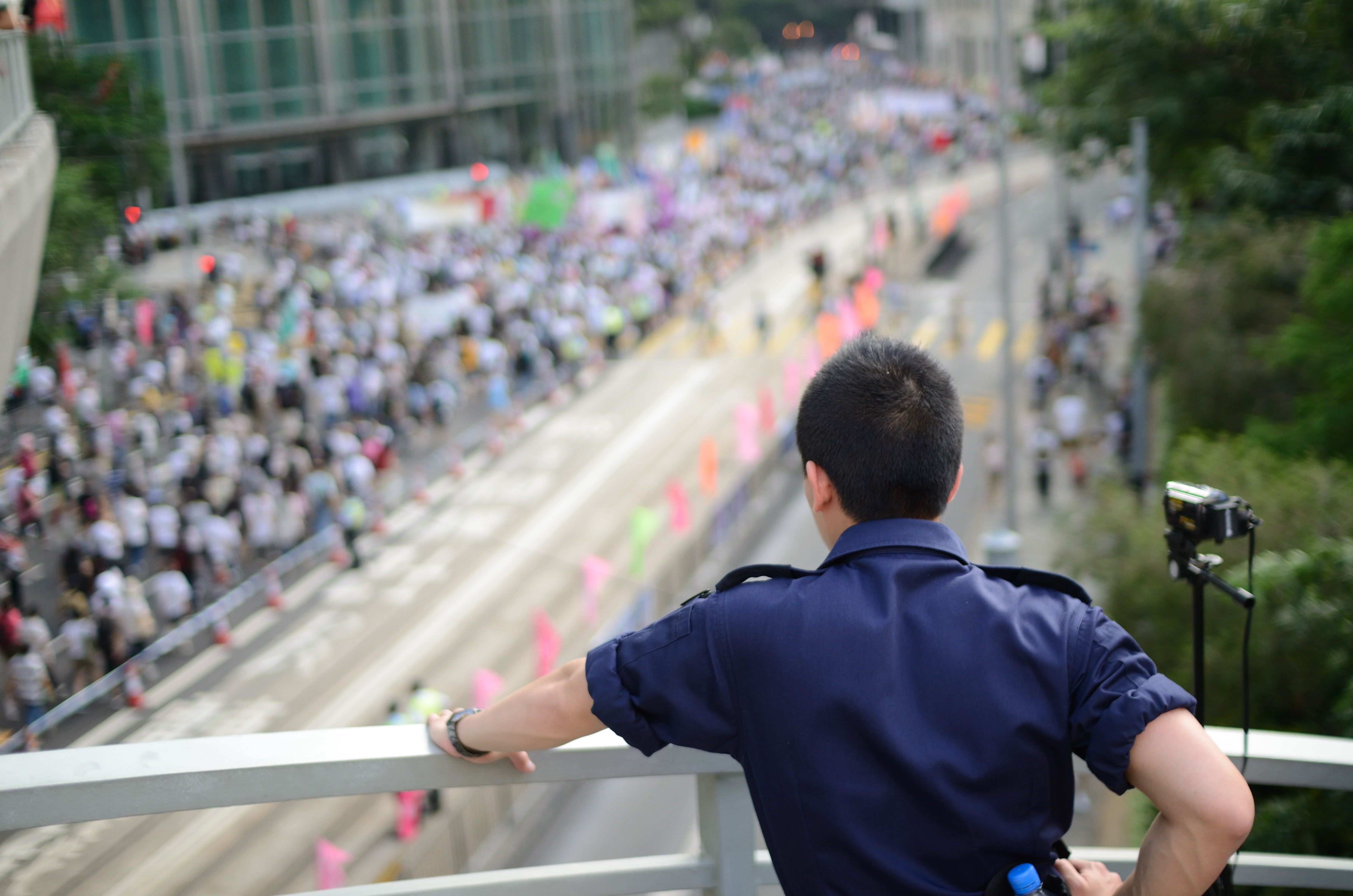
警察流動攝錄隊於七一大遊行中進行攝錄。

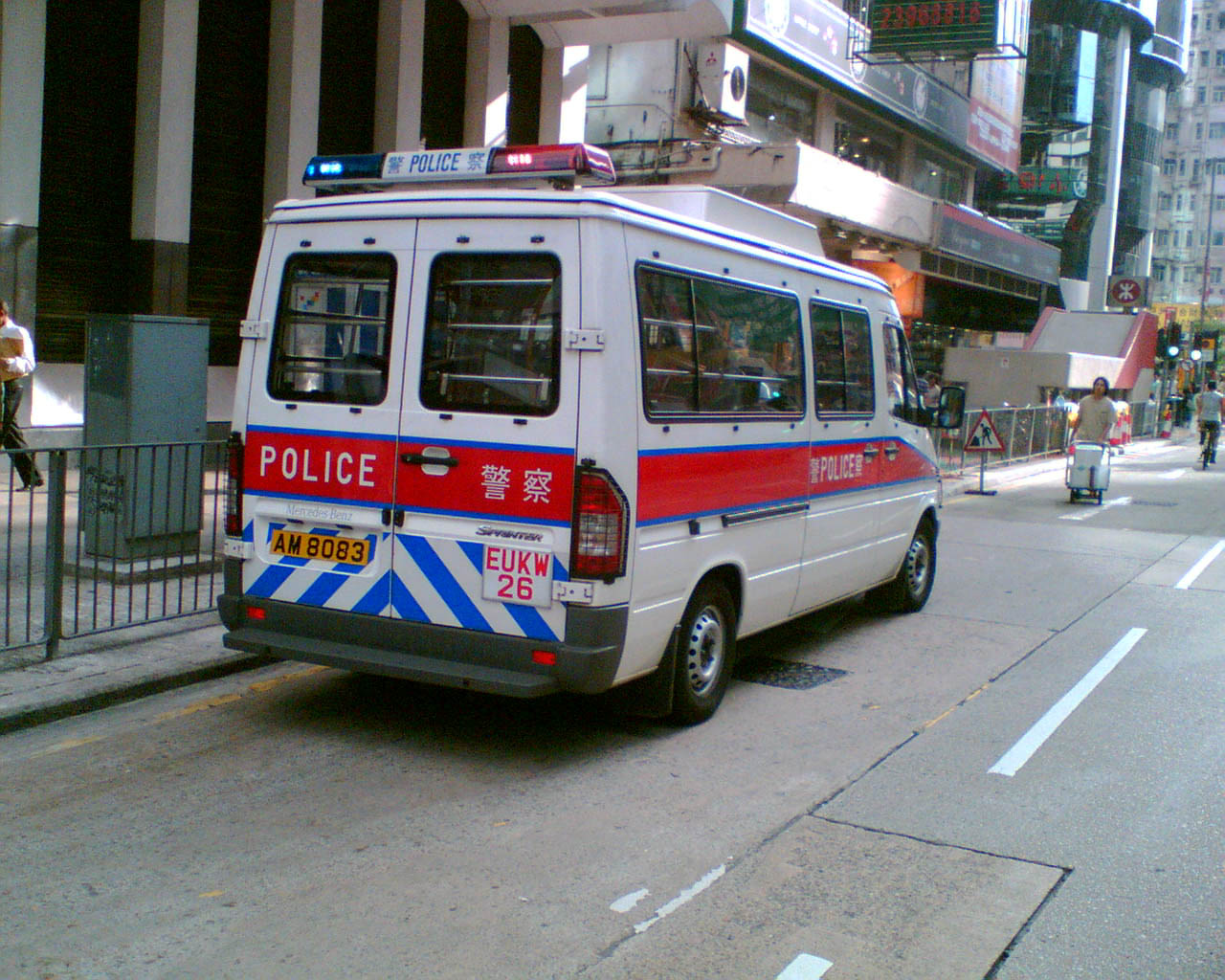
西九龍總區衝鋒隊衝鋒車。

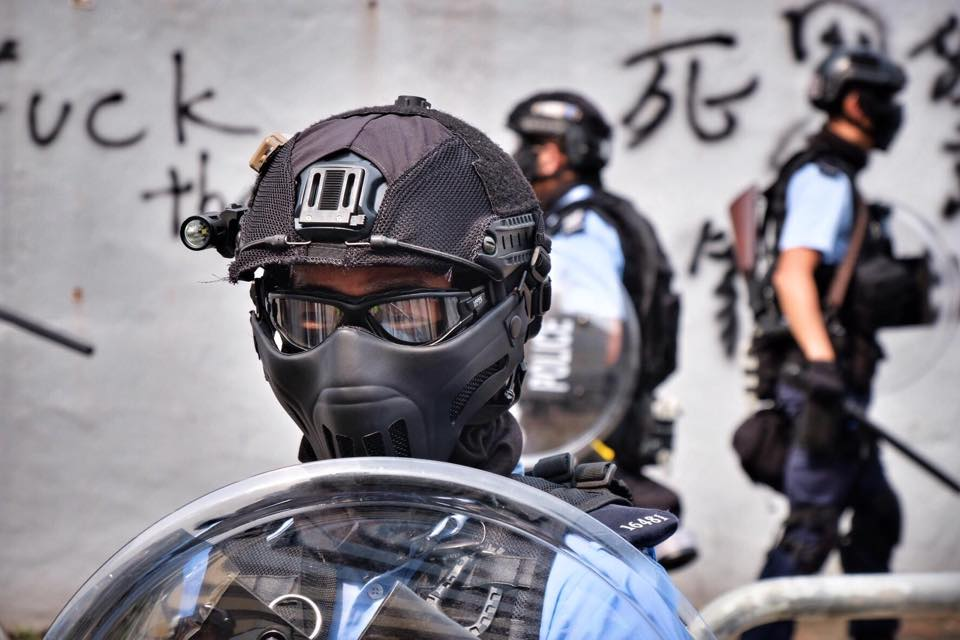
OPS-CORE FAST Bump防暴盔

衝鋒隊（英文：Emergency Unit，縮寫：EU）於1927年成立，隸屬於香港警務處行動處行動部警察總區行動部，為準軍事部隊，主要責任為執行機動性巡邏、處理突發事件（包括災難支援）、對999緊急召喚作出迅速警察力量回應、支援軍裝巡邏小隊，趕抵增派軍裝警務人員到場及提供第一線的協助、設置緊急路障、執行反罪惡巡邏、押運貴重物品、協助入境事務處及懲教署押解犯人及維持內部保安等。

## 組織
衝鋒隊於5個陸上總區均設有總部，管理轄下4支分3更輪值編制的巡邏小隊。每支巡邏小隊有約70名人員，連同12輛巡邏專用警察車輛。此外，衝鋒隊轄下設有鄉村巡邏隊、中央解犯組（英文：Centralized Illegal Immigrant Escort Unit）、切割戰術隊（Cutting Tactics Team）、警察流動攝錄隊（Force Mobile Video Cadre）及攝錄隊（Video Team）等隊伍。

### 中央解犯組
中央解犯組於1997年成立，由西九龍總區衝鋒隊一名督察出任主管，由一名警署警長出任副主管，領導28名人員；其主要責任為押解由各警區單位所拘捕的非法入境者及逾期居留者分別前赴上水新屋嶺扣留中心及青山灣入境事務中心，及押解由青山灣入境事務中心轉解予懲教署服刑完畢的非法入境者前赴新屋嶺扣留中心接受遣返程序等等。中央解犯組需要掌握時間，預先計劃路線，同時評估交通及天氣等情況，務求於羈留時限屆滿前，以最迅速的時間安全地將犯人移交至入境事務處；與此同時，負責點算及核對有關文件，以及保障犯人財物。中央解犯組在大型行動中，亦會提供押解服務。例如警區於行動中拘捕了大量的疑犯，而需要盡快將之押送至法庭時，中央解犯組就會需要出動協助。
中央解犯組人員需要定期參與不同的訓練及演習，例如模擬交通意外、醫療事故及犯人逃脫等事故。

## 歷史
1927年，衝鋒隊成立，成立初期為處理突發事件、小規模騷亂及災難支援。首隊衝鋒隊為港島區衝鋒隊，約40名人員，分為數支小隊。隊員均由其他警區派遣，每季輪換一次。當年，除了正規警察事情，衝鋒隊亦供以香港市民聘用，一年亦因此而收獲6,000港元。
1990年代初期，警務處推出「陀槍師姐」試驗計劃。此前，警務處內部進行過多次會議，最終決定招募自願女性警務人員出任。被挑選者會先被派駐衝鋒隊6個月，管理人員就從其工作效率及個人感受等作出評估，決定誰人適合留下，成為第一代的「陀槍師姐」。當時願意參加試驗計劃的女性警務人員很多，只是她們必須符合身高、體能、視力、良好的服務紀錄及個性積極等標準。當時，絕大部分的報願者均能夠達到要求；惟當時每警區只需要8人。被挑選的女性警務人員，先要重返警察訓練學校接受槍械訓練，考試合格者便會被派遣駐守衝鋒隊。
1997年，中央解犯組成立。
2005年年初，西九龍總區衝鋒隊為逾40名領導人員舉辦了一次研討會，旨在提升有關人員對處理家庭暴力事件的意識，由保護兒童政策組總督察概述相關警察程序、由社會福利署代表向人員分析家庭暴力事件對社會的影響、由心理服務課警察臨床心理學家講解家庭暴力事件中的疑犯的心理因素，以及研討增加警務處與社會福利署之間合作的可行性等。
2010年11月21日至25日，新界南總區總督察葉志乾和高級督察江子峰訪問英國南約克郡警隊，旁聽高級駕駛訓練課程、登車觀察高速追截車輛的演練及示範、接受使用路截裝備截停逃走車輛的訓練，參觀了空中支援隊，以了解空中單位如何在追截行動中提供有效的空中支援；並且與多個單位就警務交換經驗和心得。
2012年9月22日至10月1日，由香港島總區與新界南總區所組成的5人代表團訪問澳洲昆士蘭警察位於布里斯班的總部，由行動支援指揮處指揮官講解公共安全應變隊的職務範疇（包括處理涉及攻擊性武器的家庭暴力事件、處理小規模的騷亂，並且執行拯救行動），雙方就訓練模式、戰術及遇抗控制技巧等範籌討論，及分享處理案件的經驗，又學習使用不同類型的裝備和配件處理緊急求助案件。此外，代表團亦隨隊執勤觀察、參觀指揮及控制中心、出席就煙花匯演的人群控制的最後訓示環節、於煙花匯演當日登出指揮船考察，並且觀察跨警區的反電單車黨行動（包括對電單車黨黨員進行藥物檢測）。
2013年11月14日至17日，由西九龍總區衝鋒隊一名總督察、督察、警長和3名警員所組成的6人代表團訪問新加坡警察部隊，包括觀摩在聖淘沙名勝世界舉辦的大型反恐演習、訪問特別行動指揮處、訪問中央警區，由主管講解警區的日常運行模式、職務、推動社群參與警政及道路反應部隊職務等。此外，代表團獲義務特別警察副總監邀請參觀其總部及博物館，由其親身介紹該團的歷史及職務。

## 遴選訓練
投考加入衝鋒隊的人員須有至少4年資歷，曾經駐守警察機動部隊。
投考人員必須先接受由警察機動部隊總部提供，為期兩週的衝鋒隊職能訓練課程（英文：EU Function Training Course），包括戰術、設置緊急路障、大厦掃蕩、高空搜索、搜尋持有槍械疑犯、兇暴性人群控制、爆破及蒐證攝影訓練等；以及由香港警察學院槍械訓練科所提供的模擬城市靶場訓練。能夠成功通過遴選及訓練，方能成為正式一員。加入衝鋒隊後，任期為一年半。

## 培訓
及後每月，人員須不斷接受更多的內部訓練課程、深造訓練及課程，例如急救、槍械使用、內部保安及每月進行一次的戰術實戰訓練等。除此以外，因應不同環境，不同總區衝鋒隊亦會舉辦不同的訓練課程。

### 警察導向戰術急救醫療課程
警察導向戰術急救醫療課程（英文：Police Oriented Tactical Emergency Medicine Course，縮寫：POTEM）於2006年11月起教授，由香港警察學院的3位醫療顧問設計，分別是醫院管理局新界東醫院聯網急症科統籌專員暨雅麗氏何妙齡那打素醫院急症科部門主管陳德勝醫生、新界西醫院聯網矯型及創傷學組聯網部門主管周育賢醫生和香港中文大學外科學系意外及急救醫學教學單位的郭浩祺教授，為專業化的戰術急救訓練]課程，分為3個層次──初級、基本以及高級訓練，用以專門分別培育訓練部分香港警務處部門的警務人員，人員接受訓練後會成為警察醫療員（英文：Police Medic），在戰術環境、突發事故或者災難現場發生時為到傷者提供緊急醫療服務，避免救援及緊急醫療隊伍可能因為環境、時間及能力的阻礙而無辦法第一時間深入現場照顧傷者，延誤救治。
衝鋒隊人員需要接受當中為期兩日的初級訓練課程，課程內容涵蓋日常警察事務期間所遇到的受傷事故，包括急救醫療集體打鬥所引起的創傷、爆炸或從高處墮下受傷以及四肢骨折等等技巧

### 基本山藝訓練
由於香港島總區大部分地區是連綿山野和茂密叢林，故此推行基本山藝訓練，教官及助理教官為擁有警察歷險會山藝領袖資格的人員，訓練內容包括指南針實際運用、地圖閱讀及相關知識、各項行山裝備實際運用、路線策劃及山嶺郊野安全須知等。人員於完成課程後，會獲頒授由警察歷險會發出的基本山藝證書。

## 衝鋒車
每輛衝鋒車由5名人員組織而成，包括一名警長、一名車長、一名便裝警員和兩名軍裝警員。
為求確保萬全準備，衝鋒車攜帶著各種裝備，逾60種，足以應付任何類型的突發事件及意外。

### 通訊設備
- 藍燈
- 訊號棒
- 探射燈
- 搜索燈
- 防爆燈
- 搜查鉗
- 電腦顯示板：約2點5米乘3點8米，用於大型人群控制場合，指示改道方向且提醒市民應注意的事項。電腦顯示板可發放及儲存流動的中、英文字句達119段，並可使用儲電池或接駁發電機操作。
- 地對空通訊議器
- 相機
- 攝影機
- 電腦
- 談判球：為綠色，中空的透視球體，以塑料製造，能作遠距離攝影、錄影、麥克風和喇叭功能，由警察談判組研製，於2004年發明，歷年大量製造予衝鋒隊以備所須[15]。
- 揚聲器

### 交通設備
- 反光衣
- 交通標誌
- 警告標誌
- 交通锥
- 輪胎刺破器

### 救援設備
- 毛氈
- 急救箱
- 自動體外心臟去顫器[16]
- 救生帶
- 救生衣
- 救生圈
- 海上救生套裝
- 浮水繩索
- 橡皮艇：身長2點9米，闊1點4米，可同時乘載4人。船身非常輕巧，操作簡單容易，能作快速充氣，由一部4匹馬力的摩打推進，並且由堅硬質料造成，不易被硬物所刺破[17]。
- 充氣指揮帳幕：由一組發電機推動風扇，把空氣輸進帳幕而成。充氣後的帳幕長3.6米及闊4.6米。帳幕內設有兩個出風口，由發電機不斷把新鮮空氣輸進帳幕，保持空氣流通。此外，帳幕設有兩個側窗，揭起窗簾後陽光可透射到帳幕內作照明用途。帳幕另有前後門簾，方便警員進出。由於帳幕可於1分40秒內完成充氣，故此十分適用於大型戶外活動中作臨時指揮站。充氣指揮帳幕除可用作指揮中心外，更可讓警員在內裡錄取口供、發掘證物及作為警員的休息室。
- 鐵筆
- 電動油壓拯救套裝：包括一個以電油發電的動力泵、一個多功能救援鉗、一個油壓唧及一套油壓喉轆。多功能救援鉗可發揮剪、拉、切、頂及擴張功能，適用於快速救援場合。救援鉗的切割力達30點6公噸，擴張力則達8點3公噸，重約15點5公斤。
- 手提電動油壓救援鉗套裝：重量約20公斤。
- 油壓破門器：可發揮約半公噸的推力，除了力度比較以人手撞門為大，油壓破門器比較人手門撞及破門鎚的優勝之處，是使用它不會將門推倒，可以避免不必要的損傷[18][19][20]。
- 滅火筒

## 大事記

### 六七暴動
於1967年5月6日，香港左派在文化大革命的影響下，展開對抗殖民地政府的暴動。由最初的罷工、示威，發展至後來的暗殺、炸彈放置和槍戰。在事件中，所有人員取消休假候命，多次與暴徒對峙，作出驅散、鎮壓和拘捕行動。暴動期間，最少造成包括10名人員殉職在內的52人死亡，包括212名人員在內的802人受傷，1,936人被檢控。事件中共涉及1,167個炸彈。香港警隊在暴動中的忠誠及勇敢表現備受讚賞，於1969年獲英女皇賜予皇家。

### 香港反高鐵撥款衝突
香港反高鐵撥款警民衝突發生於2010年1月16日，約1,700名反高鐵運動示威者包圍立法會，要求與運輸及房屋局局長鄭汝樺直接對話，最終演變成為警民衝突，造成5名警務人員受傷。

## 公眾聯繫
衝鋒隊擁有其義工隊，經常參與外展義務工作及籌款等義務活動。

## 以衝鋒隊為題材的作品

### 電視劇
- 香港電台《執法者－夜巡邏》（1979年）
- 香港電台《執法者－夜涼如水》（1986年）
- 亞洲電視《皇家警察實錄之衝鋒豪情》（1993年）
- 亞洲電視《皇家警察實錄之皇家師姐》（1993年）
- 無綫電視《滅罪先鋒》（1996年）
- 無綫電視《廟街·媽·兄弟》（2000年）
- 香港電台《執法群英－敵對邊緣》（2003）
- 無綫電視《學警狙擊》（2009年）
- 無綫電視《女警愛作戰》（2012年）
- 香港電視《夜班》（2015年）
- 無綫電視《EU超時任務》（2016年）

### 電影
- 《衝鋒隊怒火街頭》（1996年）
- 《寒戰》（2012年）
- 《衝鋒戰警》（2013年）
- 《衝鋒車》（2015年）

## 相關參見
- 特別戰術小隊
- 警察機動部隊
- 警犬隊
- 特別巡邏組